# Гранд-В'ю (Вісконсин)
Гранд-В'ю (англ. Grand View) — переписна місцевість (CDP) в США, в окрузі Бейфілд штату Вісконсин. Населення — 117 осіб (2020).

## Географія
Гранд-В'ю розташований за координатами 46°22′5″ пн. ш. 91°6′12″ зх. д. / 46.36806° пн. ш. 91.10333° зх. д. (46.368042, -91.103438).  За даними Бюро перепису населення США в 2010 році переписна місцевість мала площу 1,92 км², уся площа — суходіл.

## Демографія
Згідно з переписом 2010 року, у переписній місцевості мешкали 163 особи в 70 домогосподарствах у складі 43 родин. Густота населення становила 85 осіб/км².  Було 87 помешкань (45/км²).
Расовий склад населення:
| - 93,3 % — білих - 3,1 % — корінних американців - 0,6 % — чорних або афроамериканців |

До двох чи більше рас належало 3,1 %. Частка іспаномовних становила 3,7 % від усіх жителів.
За віковим діапазоном населення розподілялося таким чином: 24,5 % — особи молодші 18 років, 54,6 % — особи у віці 18—64 років, 20,9 % — особи у віці 65 років та старші. Медіана віку мешканця становила 43,8 року. На 100 осіб жіночої статі у переписній місцевості припадало 94,0 чоловіків;  на 100 жінок у віці від 18 років та старших — 108,5 чоловіків також старших 18 років.
Середній дохід на одне домашнє господарство  становив 44 526 доларів США (медіана — 34 583), а середній дохід на одну сім'ю — 56 549 доларів (медіана — 48 750). За межею бідності перебувало 11,9 % осіб, у тому числі 5,6 % дітей у віці до 18 років та 8,7 % осіб у віці 65 років та старших.
Цивільне працевлаштоване населення становило 47 осіб. Основні галузі зайнятості: фінанси, страхування та нерухомість — 25,5 %, науковці, спеціалісти, менеджери — 17,0 %, виробництво — 14,9 %.